# Partido Libertario de Arkansas
El Partido Libertario de Arkansas (LPAR) es la filial en Arkansas del Partido Libertario (LP). Durante la década de 2010, el partido experimentó un aumento en el apoyo en elecciones federales debido a la ausencia de candidatos demócratas que compitieran en esas contiendas.

## Historia
En 2002, miembros del partido impulsaron una petición para incluir en la boleta la Enmienda 3, una iniciativa que habría eliminado los impuestos sobre los alimentos y las medicinas, pero fue rechazada de manera abrumadora por un 61 % frente a un 39 %.Sin embargo, el impuesto a las ventas sobre los alimentos fue eliminado gradualmente mediante la aprobación de una ley tras el rechazo de la enmienda.

## Resultados electorales

### Presidencial
| Año  | Candidato presidencial | Votos         | Cambio      |
| ---- | ---------------------- | ------------- | ----------- |
| 1980 | Ed Clark               | 8,970 (1.1%)  | Sin cambios |
| 1984 | David Bergland         | 2,221 (0.3%)  | 0.8%        |
| 1988 | Ron Paul               | 3,297 (0.4%)  | 0.2%        |
| 1992 | Andre Marrou           | 1,261 (0.1%)  | 0.3%        |
| 1996 | Harry Browne           | 3,076 (0.4%)  | 0.2%        |
| 2000 | Harry Browne           | 2,781 (0.3%)  | 0.1%        |
| 2004 | Michael Badnarik       | 2,345 (0.2%)  | 0.1%        |
| 2008 | Bob Barr               | 4,776 (0.4%)  | 0.2%        |
| 2012 | Gary Johnson           | 16,276 (1.5%) | 1.1%        |
| 2016 | Gary Johnson           | 29,829 (2.6%) | 1.1%        |
| 2020 | Jo Jorgensen           | 13,133 (1.1%) | 1.6%        |
| 2024 | Chase Oliver           | 5,715 (0.5%)  | 0.6%        |

### Senadores de Clase II
| Año  | Candidatos al Senado      | Votos           | Cambio      |
| ---- | ------------------------- | --------------- | ----------- |
| 2014 | Nathan LaFrance           | 17,210 (2.0%)   | Sin cambios |
| 2020 | Ricky Dale Harrington Jr. | 399,390 (33.5%) | 31.4%       |

### Senadores de Clase III
| Año  | Candidatos al Senado | Votos         | Cambio      |
| ---- | -------------------- | ------------- | ----------- |
| 2010 | Trevor Drown         | 25,234 (3.2%) | Sin cambios |
| 2016 | Frank Gilbert        | 43,866 (4.0%) | 0.7%        |
| 2022 | Kenneth Cates        | 28,682 (3.2%) | 0.8%        |

### Gobernación
| Año  | Candidato a gobernador    | Votos         | Cambio      |
| ---- | ------------------------- | ------------- | ----------- |
| 2014 | Frank Gilbert             | 16,319 (1.9%) | Sin cambios |
| 2018 | Mark West                 | 25,885 (2.9%) | 1.0%        |
| 2022 | Ricky Dale Harrington Jr. | 16,690 (1.8%) | -1.1%       |

### Cámara de Representantes
| Año  | Número de candidatos | Votos           | Cambio      |
| ---- | -------------------- | --------------- | ----------- |
| 2012 | 4                    | 37,987 (3.7%)   | Sin cambios |
| 2014 | 4                    | 66,055 (8.0%)   | 4.3%        |
| 2016 | 4                    | 196,512 (18.4%) | 10.4%       |
| 2018 | 4                    | 19,625 (2.2%)   | 16.2%       |
| 2020 | 2                    | 20,645 (1.8%)   | 0.4%        |
| 2022 | 3                    | 25,331 (2.8%)   | 1.0%        |
| 2024 | 2                    | 21,668 (1.9%)   | 0.9%        |